# Samantha Barks
Samantha Barks (Laxey, Isla de Man, 2 de octubre de 1990) es una actriz y cantante británica.

## Biografía
Samantha se crio en Laxey, Isle of Man. Estudió en la Escuela Primaria Lazey y Ninian's High School antes de trasladarse a Londres para estudiar en The Arts Educational Schools en Chiswick. También estudió ballet desde los 3 años.
En 2008, Barks compitió en I'd Do Anything, en la que fue finalista para interpretar el personaje de Nancy en un revival del West End del musical Oliver!. Llegó a la final, donde terminó tercera.
Pasó por algunas producciones del West End como Cabaret y Les misérables, por la que recibió muchos elogios y más tarde fue llamada para repetir el papel de Éponine en la versión cinematográfica. La película fue muy elogiada y premiada y su actuación también.
Tuvo una relación con el modelo David Gandy pero la pareja terminan su relación porque tienen ambos la agenda llena de muchos proyectos que no tenían tiempo para estar juntos[cita requerida].

## Filmografía
Cine:
| Año  | Película             | Papel         | Notas          |
| ---- | -------------------- | ------------- | -------------- |
| 2012 | Les Misérables       | Éponine       | Coprotagonista |
| 2013 | The Christmas Candle | Emily Barstow | Coprotagonista |
| 2014 | Bitter Harvest       | Natalka       | Protagonista   |

### Televisión
| Año  | Título          | Papel      | Notas                                         |
| ---- | --------------- | ---------- | --------------------------------------------- |
| 2008 | I'd Do Anything | Ella misma | Competición Andrew Lloyd Webber BBC, 3º lugar |
| 2012 | Groove High     | Zoe        | Disney Channel                                |

### Teatro
| Año       | Obra                                     | Rol             | Producción                    |
| --------- | ---------------------------------------- | --------------- | ----------------------------- |
| 2008–2009 | Cabaret                                  | Sally Bowles    | UK Tour                       |
| 2010–2011 | Les Misérables                           | Éponine         | Queen's Theather              |
| 2010      | Les Misérables: 25th Anniversary Concert | Éponine         | The O2                        |
| 2011–2013 | Oliver!                                  | Nancy           | UK Tour                       |
| 2013      | Chicago                                  | Velma Kelly     | Hollywood Bowl                |
| 2014      | City of Angels                           | Mallory / Avril | Donmar Warehouse              |
| 2015      | Amelie                                   | Amelie          | Berkeley Repertory Theatre    |
| 2016      | The Last Five Years                      | Cathy Hyatt     | St. James Theatre, London     |
| 2017      | Honeymoon in Vegas                       | Betsy Nolan     | London Palladium              |
| 2018      | Pretty Woman: The Musical                | Vivian          | Oriental Theatre, Chicago     |
| 2018      | Pretty Woman: The Musical                | Vivian          | Nederlander Theatre, Broadway |